# Интравитреальная инъекция

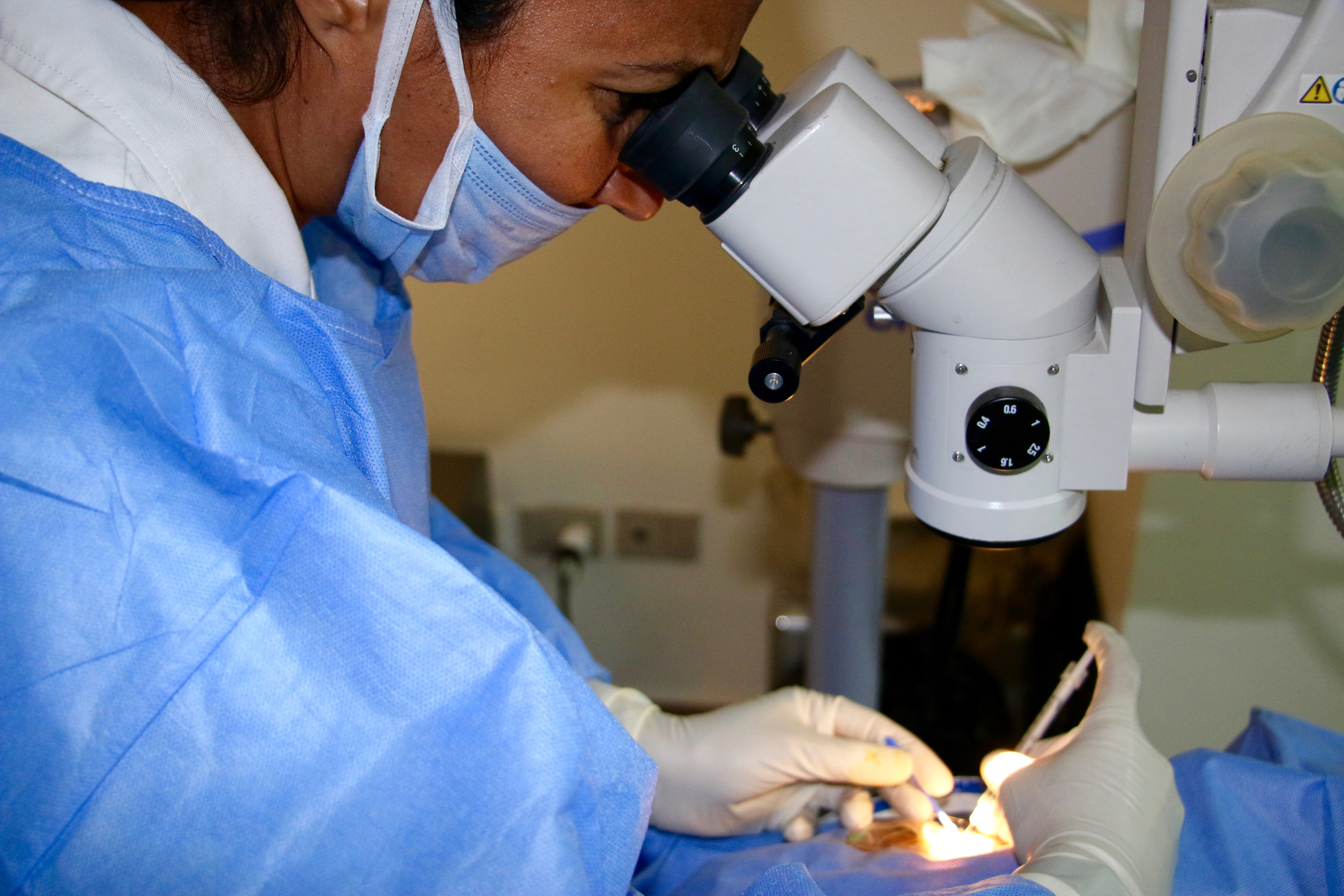
Врач выполняет интравитреальную инъекцию в операционной

Интравитреальное введение (от лат. intra «внутри» + corpus vitreum «стекловидное тело») — способ доставки лекарственного препарата или другого вещества внутрь глазного яблока, в стекловидное тело, с помощью шприца и тонкой иглы. При этом способе введения достигается необходимая концентрация лекарственного препарата в структурах глаза, например, сетчатке. Впервые внутриглазная инъекция была выполнена в 1911 году, когда Ом (Ohm) ввел воздух в полость глазного яблока для лечения отслойки сетчатки. В середине 1940-х метод вошёл в повсеместную практику для лечения эндофтальмита и цитомегаловирусного ретинита. С 2001 года число ежегодно выполняемых интравитреальных инъекций в США стало увеличиваться из-за применения триамцинолона для лечения диабетического макулярного отека, достигнув 83000 в 2004 году. С внедрением в практику антиангиогенных лекарственных препаратов число инъекций увеличилось многократно, достигнув 5,9 миллиона в 2016 году.

## Лекарственные препараты для внутриглазного введения
Чаще всего применяют антиангиогенные препараты на основе моноклональных антител (ранибизумаб, бролуцизумаб), комбинированный белок (афлиберцепт) или глюкокортикостероиды, применяемые для лечения заболеваний сетчатки, сопровождающихся ростом новообразованных сосудов (возрастная макулярная дегенерация и диабетический макулярный отек). Гораздо реже используются антибактериальные средства для лечения эндофтальмита. Объём вводимого лекарственного препарата за одну инъекцию обычно не превышает 50 мкл, или 0,05 мл.

## Меры предосторожности
Инъекция выполняется врачом-офтальмологом, прошедшим специальное обучение.
До выполнения инъекции оценивается уровень внутриглазного давления, чтобы исключить его чрезмерное повышение после инъекции.
Набор лекарственного препарата из флакона (ампулы) производится согласно инструкции по медицинскому применению лекарственного средства в асептических условиях.
Введение лекарственного препарата осуществляется в условиях операционной.

## Побочные явления и осложнения
Наиболее тяжелым осложнением интравитреальной инъекции является эндофтальмит, или бактериальная внутриглазная инфекция с вовлечением склеры. Частота развития эндофтальмита варьирует от 0,019 to 1,6 %. Он требует немедленного лечения во многих случаях. В тяжёлых случаях требуется проведение витроэктомии, то есть удаления стекловидного тела, чтобы устранить источник инфекции.
Другим осложнением является воспаление, являющееся одной из главных причин временных болей в глазу и снижения зрения после инъекции. Тяжелое воспаление может приводить к стойкому повреждению глаза. Частота развития зависит от вида лекарственного препарата.
Гораздо реже (0,67 %) встречается регматогенная отслойка сетчатки, при которой происходит разрыв сетчатки и стекловидное тело попадает под сетчатку. При этом сенсорные ткани отслаиваются от сетчатки, теряя источник питания, что приводит к постепенной гибели клеток.
Самым частым побочным эффектом интравитреальной инъекции является кровоизлияние под конъюнктиву, оно наблюдается почти в 10 % случаев. Риск кровоизлияния может быть повышен при приеме ацетилсалициловой кислоты.